# Phlyctimantis boulengeri
Phlyctimantis boulengeri és una espècie de granota de la família dels hiperòlids que viu al Camerun, Costa d'Ivori, Guinea Equatorial, Ghana, Guinea, Libèria i Nigèria.
Està amenaçada d'extinció per la pèrdua del seu hàbitat natural.